# Lygodactylus scorteccii
Lygodactylus scorteccii là một loài thằn lằn trong họ Gekkonidae. Loài này được Pasteur mô tả khoa học đầu tiên năm 1959.